# Hole in the Sky
Hole in the Sky är det femte studioalbumet från den danska gruppen Laid Back.

## Låtförteckning
1. Bakerman 4:52
2. Hole in the Sky 3:36
3. Fly With Me 5:14
4. Highway Of Love 4:48
5. I Walk Proud 3:54
6. Bet It on You 4:10
7. Too Late to Worry 3:51
8. I Wish 4:05
9. Raindrops in the Peace Pipe 4:56
10. Bygones 3:53